# Centerville (Washington)
Centerville es un lugar designado por el censo ubicado en el condado de Klickitat en el estado estadounidense de Washington. En el año 2000 tenía una población de 120 habitantes y una densidad poblacional de 11,7 personas por km².

## Geografía
Centerville se encuentra ubicado en las coordenadas 45°59′43″N 120°19′28″O / 45.99528, -120.32444.

## Demografía
Según la Oficina del Censo en 2000 los ingresos medios por hogar en la localidad eran de $34.500, y los ingresos medios por familia eran $48.125. Los hombres tenían unos ingresos medios de $42.500 frente a los $0 para las mujeres. La renta per cápita para la localidad era de $17.580. Alrededor del 20,2% de la población estaban por debajo del umbral de pobreza.